# Мазус (растение)
Мазус (также мадзус; лат. Mazus; от др.-греч. μαζός, mazos — сосочек) — род травянистых растений семейства Мазусовые (Mazaceae), распространённый в Азии, Австралии и Океании.

## Ботаническое описание
Однолетние, двулетние или многолетние травянистые, сравнительно низкие растения. Стебли округлые или, реже, четырёхугольные, ползучие или прямостоячие , укореняющиеся в нижних узлах. Листья надрезанно-зубчатые, нижние листья и на побегах в розетке или супротивные, часто верхние — чередующиеся; черешок крылатый.
Цветки мелкие, собраны в конечные, почти однобокие кисти. Чашечка воронковидная или колокольчатая, пятинадрезанная или пятилопастная. Венчик бледно-голубой, сине-фиолетовый или белый, трубка короткая; отгиб двугубый: нижняя губа несколько длиннее верхней, трёхнадрезанная или трёхлопастная, отклонённая, усажена в зеве стебельчатыми сосочками; верхняя губа яйцевидная, слегка дугообразно изогнутая, коротко двунадрезанная или двулопастная. Тычинок 4, двусильные, нижние длиннее верхних, вставлены в трубку венчика; гнезда пыльников растопыренные. Рыльце с 2 яйцевидными лопастями. Коробочка двугнёздная или двустворчатая, локулицидная, раскрывается продольными щелями. Семена яйцевидные, мелкие, многочисленные.

## Виды
Род включает 37 видов:
- Mazus alpinus Masam.
- Mazus arenarius Heenan, P.N.Johnson & C.J.Webb
- Mazus caducifer Hance
- Mazus celsioides Hand.-Mazz.
- Mazus delavayi Bonati
- Mazus dentatus Wall. ex Benth.
- Mazus fauriei Bonati
- Mazus fukienensis P.C.Tsoong
- Mazus gracilis Hemsl.
- Mazus harmandii Banati
- Mazus henryi P.C.Tsoong
- Mazus humilis Hand.-Mazz.
- Mazus kweichowensis P.C.Tsoong & H.P.Yang
- Mazus lanceifolius Hemsl.
- Mazus lecomtei Bonati
- Mazus longipes Bonati
- Mazus miquelii Makino
- Mazus novaezeelandiae W.R.Barker
- Mazus oliganthus H.L.Li
- Mazus omeiensis H.L.Li
- Mazus procumbens Hemsl.
- Mazus pulchellus Hemsl.
- Mazus pumilio R.Br.
- Mazus pumilus (Burm.f.) Steenis typus — Мазус карликовый
- Mazus quadriprotuberans N.Yonez.
- Mazus radicans (Hook.f.) Cheeseman
- Mazus rockii H.L.Li
- Mazus saltuarius Hand.-Mazz.
- Mazus solanifolius P.C.Tsoong & H.P.Yang
- Mazus somggangensis S.S.Ying
- Mazus spicatus Vaniot
- Mazus stachydifolius (Turcz.) Maxim. — Мазус чистецолистный
- Mazus sunhangii D.G.Zhang & T.Deng
- Mazus surculosus D.Don
- Mazus tainanensis T.H.Hsieh
- Mazus wanmuliensis M.Qian & L.B.Geng
- Mazus xiuningensis X.H.Guo & X.L.Liu